# Ngazi Sport de Mirontsy
Maillots
Actualités
Le Ngazi Sport de Mirontsy (en arabe : نادي نغازي سبورت ميرونتسي), plus couramment abrégé en Ngazi Sport, est un club comorien de football fondé en 1979 et basé à Mirontsy sur l'île d'Anjouan.

## Histoire
En 2018, le club, alors en première division nationale, se retrouve rétrogradé pour avoir fait jouer en son sein des joueurs binationaux.

## Palmarès
| Compétitions nationales | Compétitions régionales |
| --- | --- |
| - Championnat des Comores : - Vice-champion : 2020-21. - Coupe des Comores (1) : - Vainqueur : 2017. - Finaliste : 2018 et 2020. - Supercoupe des Comores : - Finaliste : 2017. | - Championnat d'Anjouan (2) : - Champion : 2007 et 2020-2021. - Vice-champion : 2012, 2017, 2020 et 2023. - Coupe d'Anjouan (1) : - Vainqueur : 2017. |